# Pe'ahi
Pe'ahi è il settimo album in studio del gruppo musicale rock danese The Raveonettes, pubblicato nel 2014.

## Tracce
1. Endless Sleeper – 2:55
2. Sisters – 3:46
3. Killer in the Streets – 4:00
4. Wake Me Up – 2:41
5. Z-Boys – 4:42
6. A Hell Below – 3:27
7. The Rains of May – 3:48
8. Kill! – 3:32
9. When Night Is Almost Done – 3:23
10. Summer Ends – 4:07

## Formazione
- Sune Rose Wagner
- Sharin Foo